# 塞雷特普拉維河
謝列特普拉維河（烏克蘭語：Серет Правий），是烏克蘭的河流，位於該國西部，屬於塞雷特河的支流，發源自尼謝，流經捷爾諾波爾州和利沃夫州，河畔城鎮有尼謝、加爾布濟夫、馬納伊夫、皮夏內、梅日戈里和拉季希。